# Michail Nikolajewitsch Kusnezow (Kanute)
Michail Nikolajewitsch Kusnezow (russisch Михаил Николаевич Кузнецов; * 14. Mai 1985 in Nischni Tagil, Russische SFSR, Sowjetunion) ist ein ehemaliger russischer Kanute.

## Erfolge
Michail Kusnezow gab 2003 beim Weltcup in Bratislava sein internationales Debüt. Insgesamt dreimal nahm er an Olympischen Spielen im Zweier-Canadier im Kanuslalom teil. Sein Partner war dabei Dmitri Larionow, der wie Kusnezow in Nischni Tagil geboren wurde und mit ihm seit Anfang der 2000er-Jahre international antrat. Bei ihrem Olympiadebüt 2008 in Peking gingen sie in einem Teilnehmerfeld von zwölf Kanuten-Paaren an den Start und absolvierten ihre beiden Vorläufe in 98,43 Sekunden und 97,65 Sekunden. Als sechstbestes Team zogen sie dadurch ins Halbfinale ein, in der ihnen in 98,57 Sekunden die viertschnellste Zeit gelang. Im Finallauf der sechs schnellsten Teilnehmerpaare erzielten sie mit 98,80 Sekunden zwar ihre langsamste Zeit, in Summe mit ihrer Zeit im Halbfinallauf reichte ihre Gesamtzeit von 197,37 Sekunden jedoch für eine Podiumsplatzierung. Hinter dem slowakischen Brüderpaar Pavol und Peter Hochschorner, die zum dritten Mal in Folge Olympiasieger wurden, und den Tschechen Jaroslav Volf und Ondřej Štěpánek gewannen Kusnezow und Larionow als Drittplatzierte die Bronzemedaille.
Vier Jahre darauf in London fand der Vorlauf in einem abgeänderten Modus statt. Aus den beiden Vorläufen wurde nur der beste gezählt. Kusnezow und Larionow wurden in ihrem ersten Vorlauf mit acht Strafsekunden belegt, sodass dieser mit 112,36 Sekunden gewertet wurde. In ihrem zweiten Vorlauf erhielten sie sogar 50 Strafsekunden und beendeten den Lauf mit einer Gesamtzeit von 155,59 Sekunden. Mit der für die Wertung relevanten ersten Laufzeit kamen sie letztlich nicht über den 14. und letzten Platz hinaus und verpassten damit den Halbfinaleinzug.
Bei den Olympischen Spielen 2016 in Rio de Janeiro starteten Kusnezow und Larionow schlecht in die Vorläufe, als sie im ersten Durchgang erneut eine 50-Sekunden-Strafe erhielten und mit 167,26 keine Zeit erzielten, die ein Weiterkommen ermöglicht hätte. Im zweiten Vorlauf überquerten sie nach 107,39 Sekunden die Ziellinie und qualifizierten sich als achtbestes Team von insgesamt zwölf Startern für das Halbfinale. Im Halbfinallauf belegten sie trotz sechs Strafsekunden mit 112,39 Sekunden erneut den achten Platz und zogen in den Finallauf ein. Dort blieben sie ohne Strafsekunden und schafften in 106,70 Sekunden die sechstschnellste Zeit. Ein Jahr zuvor hatten Kusnezow und Larionow in Markkleeberg bei den Europameisterschaften in der Mannschaftswertung die Bronzemedaille gewonnen. Nur die Mannschaften aus der Slowakei und Tschechien hatten bessere Ergebnisse erzielt.